# همچون دلی یخ‌زده
« همچون دلی یخ‌زده» تک‌آهنگی از هنرمند اهل کانادا سلین دیون است که در ژانویه ۱۹۸۸ منتشر شد.